# Bella e letale
Bella e letale (Dirty Teacher) è un film per la televisione statunitense diretto da Doug Campbell. È andato in onda negli Stati Uniti su Lifetime il 30 marzo 2013 e in Italia su Rai 2 il 27 agosto 2015.

## Trama
Molly Matson, attraente insegnante di letteratura dalla torbida infanzia, viene assunta in un liceo di Los Angeles come sostituta di una collega incinta. Appena giunta nell'istituto scolastico, la donna adocchia subito Danny, studente dell'ultimo anno e capitano della locale squadra di baseball, nonché fidanzato con Jamie Hall, una compagna di classe e studentessa brillante. Purtuttavia i due, per scelta della ragazza, non hanno rapporti intimi. Con la scusa di volerlo aiutare a migliorare i suoi voti per rendergli più facile entrare al college, Molly pian piano seduce il ragazzo, allontanandolo sempre più da Jamie. Dal canto suo, Jamie, iniziati a notare ben presto i cambiamenti d'interesse di Danny nei suoi confronti, decide di pedinarlo un pomeriggio dopo la scuola, sorprendendolo infine in atteggiamenti intimi con l'insegnante a casa sua. Fuggita dall'abitazione, viene rapidamente raggiunta dal ragazzo, che, pentito ed amareggiato dalla vicenda, le chiede temporaneamente di tacere, riferendole di voler sistemare la situazione, poiché innamorato di lei. Jamie accetta, così, la sera stessa, dato appuntamento a Molly in un luogo buio ed isolato della città, Danny le esprime la sua volontà di lasciarla, allontanandosi poi verso la sua auto. In preda alla follia, la donna risale sulla propria vettura e lo investe, uccidendolo. Decide poi di far ricadere la colpa su Jamie, nascondendole in macchina il cellulare prepagato che usava per comunicare con il giovane e macchiandole il paraurti con il sangue dello stesso, andando poi a sostituire quello danneggiato della sua macchina in un'officina dove il proprietario, attratto dalla sua bellezza, si lascia ben presto corrompere. Così, nonostante la studentessa racconti alle autorità della relazione del suo fidanzato con l'insegnante e della personalità malata di quest'ultima, in assenza di prove, viene accusata di omicidio volontario, riuscendo tuttavia ad uscire dal carcere in attesa del processo dietro il pagamento di una cauzione di 50.000 dollari.
Nel frattempo, sua madre, convinta dell'innocenza della figlia, inizia ad indagare per conto proprio, scoprendo alla fine il nome del meccanico presso il quale Molly si è rivolta per sostituire la griglia dell'automobile. Recatasi sul posto, riesce a farsi dire da una delle dipendenti che la donna era stata lì qualche giorno prima. Tornata a casa, riferisce tutto alla figlia, la quale, fingendo di essere entrata in possesso del pezzo, si reca a casa della professoressa per costringerla a confessare e registrarla con il telefonino. Tuttavia, ben presto scoperta da Molly, Jamie inizia una colluttazione con la stessa, durante la quale la donna tenta di ucciderla a coltellate. Dopo pochi minuti, accorsa la polizia sul posto grazie al segnale inviato alla centrale dalla cavigliera elettronica della ragazza, gli agenti riescono a fermare la furia dell'insegnante e ad arrestarla sia per tentato omicidio, sia per l'omicidio di Danny, essendo sopraggiunti mentre lei stava urlando a Jamie che il ragazzo meritava la fine che aveva fatto. La donna viene condannata così a quasi trent'anni di carcere, mentre Jamie riesce ad entrare al college e a lasciarsi tutto alle spalle.